# Jindera
Jindera – miasto w Australii, w stanie Nowa Południowa Walia.